# UK Ancestry Entry Clearance
Le programme UK Ancestry Entry Clearance (Autorisation d'entrée au Royaume-Uni) est une catégorie d'immigration spéciale qui permet les citoyen(ne)s adultes (plus 17 ans) des pays du Commonwealth qui ont un(e) grand(e) parent(e) né(e) au Royaume-Uni, aux Îles Anglo-Normandes, à l'Île de Man ou dans la république d'Irlande avant le 31 mars 1922 (date où la Constitution de l'État libre d'Irlande a reçu la sanction royale de George V d'Angleterre) d'obtenir un visa pour entrer, travailler et résider dans le pays pour 5 ans (après quoi le titulaire peut accéder à une autorisation permanente (Indefinite leave to remain), et un an après, à la citoyenneté britannique). Ce programme est particulièrement populaire auprès des ressortissants canadiens, néo-zélandais, australiens et sud-africains, les pays du Commonwealth touchés par des vagues d'immigration britannique. 